# Кашечкин, Андрей Григорьевич
Андре́й Григо́рьевич Кашечкин (род. 21 марта 1980, Кзыл-Орда) — казахстанский шоссейный велогонщик, выступающий за команду Astana. Занял 3-е место на Вуэльте Испании 2006, где первенствовал его капитан Александр Винокуров. На следующем Тур де Франс они оба попались на употреблении допинга. Через 3 года Кашечкин вернулся в велоспорт, но успехов больше не добивался.
Его младший брат, Олег, также стал велогонщиком, но значительно менее успешным.

## Карьера
В 2000 году добился ряда успехов в молодёжных международных соревнованиях на шоссе. В ходе следующего сезона подписал первый профессиональный контракт. В начале карьеры также выступал на треке, на его счету бронзовые медали Азиатских игр 2002 года в командном преследовании. В том же сезоне впервые стартовал на Вуэльте Испании. Весной 2003 года погиб его близкий друг, Андрей Кивилев; Кашечкин оказывал поддержку его семье. В 2004 году одержал победы в общем зачёте Тура Саксонии, а также на полуклассике Гран-при Фурми. Летом уступил только Андрею Мизурову в групповой гонке чемпионата Казахстана и участвовал в Афинской Олимпиаде. В следующем сезоне успешно дебютировал на Тур де Франс, уступив в молодёжном зачёте только Ярославу Поповичу.
2006 год стал пиком карьеры Кашечкина. Весной выиграл этап Париж — Ницца, летом выиграл групповую гонку чемпионата Казахстана, опередив Александра Винокурова. В сентябре был главным помощником Винокурова на Вуэльте Испании в команде Astana Team. Тому удалось выиграть общий зачёт гонки, а Кашечкин замкнул тройку призёров и одержал победу на 18-м этапе. Перед 15-м этапом оба казахстанца уклонились от сдачи допинг-пробы. Следующим летом они всё же были пойманы на гемотрансфузии: Винокуров провалил тест в день победного 15-го этапа, и его команда была изгнана с гонки; Кашечкин шёл 8-м в общем зачёте, он не прошёл внеплановую пробу через неделю после этого. Андрей был дисквалифицирован на 2 года, во время которых он безуспешно пытался доказать свою невиновность.
Во время дисквалификации у Кашечкина испортились отношение с Винокуровым. Это имело для него негативные последствия, так как Александр, лидер национального велоспорта, пользовался авторитетом у руководства команды Astana. После завершения срока дисквалификации Кашечкин не дождался приглашения от «Астаны», и испытал противодействие соотечественников на чемпионате мира. Только летом 2010 года Андрей сумел подписать контракт, с Lampre-Farnese Vini. Через год Винокуров получил травму на Тур де Франс 2011 и объявил о прекращении карьеры. В этот момент Кашечкин разорвал контракт с Lampre-Farnese Vini и перешёл в Astana, заняв освободившееся место. Осенью Винокуров передумал, и Роману Кирееву пришлось осводить место, объявив о прекращении карьеры. После возвращения в гонки Кашечкин регулярно участвует в супермногодневках, но больше не достигал сколько-нибудь значимых успехов. Винокуров снова завершил карьеру после сезона 2012, объявив о желании возглавить Astana. Кашечкин раскритиковал это решение, он также противился возвращению Винокурова осенью 2011 года. В межсезонье команда исключила Андрея из заявок на будущие гонки, так как он отказался подписать внутренний документ.